# 馬自達CX-60
馬自達CX-60（日语：マツダ・CX-60）乃日本馬自達汽車公司於2022年推出的五人座中型跨界休旅車，亦是該公司第一部PHEV車款。

## 概要
2021年10月7日馬自達宣布擴展SUV / CUV的產品線，預計在2022年至2023年之間推出五輛全新車種，CX-60便是其中一款瞄準歐洲及日本市場的產品。
關於車名的由來，「CX」取自crossover，「60」則為近年來馬自達命名車種的方式，原則上數字越大表示越高階或車身越大的車款。

## 歷史

### 第一代KH系（2022年迄今）
2022年 - 3月9日在歐洲率先亮相，「魂動」的家族設計語彙依然體現在外觀上，七角形水箱罩與車頭燈融為一體，並輔以銀色飾條。尾燈修飾得比CX-5更為修長，後保險桿配有尺寸寬大的梯形下護板。內裝上結合楓木紋飾板、Nappa皮革、鍍鉻飾板等元素，企圖營造豪華感。按照配備多寡分成三種等級，中高階車款配有全景天窗、具有臉部辨識功能且可調整座椅位置的DPS駕駛者個人化系統（Driver Personalisation System）、Bose音響等。CX-60並導入多項新技術，包含在低速時可擴展視野的See-Through View顯示器、可識別交通標誌速限的i-ACC主動巡航控制系統、在濕滑或崎嶇路面有助安全下坡的HDC陡坡緩降控制系統（Hill Descent Control System）等。
CX-60採用全新的平台，以縱置引擎的佈局搭配i-ACTIV AWD智慧型四輪驅動，提供後輪驅動為主的輸出。Mi-Drive駕駛模式可切換Normal、Sport、Off-Road、Towing與EV等模式，以應付各種駕駛環境。在動力總成方面，以2.5L直列四缸DOHC PY-VPH型引擎搭配MS型永磁體式同步電動機，使得綜效輸出達到327ps之最大馬力、500N·m之最大扭矩。匹配八速手自排變速系統，5.8秒內就能完成0-100km/h的加速。此外，CX-60使用KPC車身平衡控制技術（Kinematic Posture Control），當轉彎橫向G力超過0.3G時開始對彎內側後輪施加輕微制動，利用後懸吊結構的反抬升效果下拉車輛以抑制側傾，增加過彎的穩定性。無扭力轉換器的八速手自排變速箱由原廠重新開發，採用濕式多片離合器機構，使用四組行星齒輪進行八速換檔。
同年9月15日CX-60正式在日本市場發售，先行販售的是以3.3L直列六缸DOHC T3-VPTS型渦輪增壓柴油引擎配合MR型永磁體式同步電動機的「e-SKYACTIV D」車型。此具缸內直噴柴油引擎的特點在於活塞頭的燃燒室是凹字形，且其側壁有環形突起，使得燃燒室分成上下多層。這種設計可先行噴入部份柴油與空氣進行預混，隨後至預定點火時間再次噴射進行燃燒，原廠稱作「DCPCI分配控制部分預混合壓縮點火」技術（Distribution-Controlled Partially Premixed Compression Ignition）。
同年11月正式導入澳洲市場，按配備多寡分成「Evolve」、「GT」及「Azami」等三種車型。動力心臟可選擇3.3L直列六缸DOHC渦輪增壓（代號G40e）、3.3L直列六缸DOHC T3-VPTS型渦輪增壓柴油引擎（代號G50e）、2.5L直列四缸DOHC PY-VPH型引擎（e-SKYACTIV PHEV，代號P50e）等三種。
2023年 - 10月臺灣馬自達正式進口CX-60，動力來源有2.5L直列四缸DOHC PY-VPS型、3.3L直列六缸DOHC渦輪增壓引擎（mild hybrid）等二種，從入門至頂規車型分別是「25S Elite」、「25S Elite Plus」、「25S AWD Exclusive」、「33T AWD Exclusive Sport」等四種。

#### 安全性召回
2023年10月26日日本馬自達為了處理五項缺失，共計召回24,158輛CX-60回廠檢修。第一個缺失是ECU與輕度油電混合動力系統之間的衝突，共計10,740台車輛出現此一問題。若使用引擎啟閉鈕將車輛熄火後約8秒後重新啟動，則輕度油電混合電池繼電器電路無法接收到啟動的訊號，導致儀表板顯示「混合動力系統異常」警示，引擎燈也會亮起，此時變速箱被鎖定在N檔，可能導致無法行駛；此外若再將引擎熄火，則90秒內無法重新啟動。第二個缺失是ECU無法精準判斷故障與否，共計有9,617輛車受到波及。當引擎因怠速熄火或油門不再供油而停止運轉時，ECU可能暫時無法正確判斷噴油缸而禁止噴油，直到正確判定噴油缸後才能給油，這將導致車輛在行駛時忽然出現催油無力的現象，或者停止時無法重新啟動引擎。第三個缺失發生在PHEV車款上，假如插電式混合動力逆變器出現冷卻異常，就算馬達運轉受到限制，逆變器也可能出現過熱。因此若繼續使用車輛，可能亮起引擎故障燈或混合動力系統警告燈，並啟動保護機制，停止運轉馬達與引擎而無法駕駛車輛。第四和第五個缺失都和360度環景系統有關，由於系統啟動條件不當，導致無法切換到車側和車後攝影機，因此i-ACTIVSENSE警示燈會亮起，並且顯示監視器單元出現異常的警告訊息。其次當360度環景系統重新啟動時，可能無法重置記憶體，故影像處理可能因記憶體不足而變慢，中控螢幕的環景畫面可能會失真或者出現黑畫面。
2024年1月18日日本馬自達再度因瑕疵問題而召回30,150輛，臺灣馬自達也針對2023年2月至2023年9月生產的其中44輛召回檢修。由於動力輔助轉向機構出現齒輪嚙合不良的問題，可能導致該部分的潤滑油滲漏並增加阻力，進而影響轉向操作的順暢。

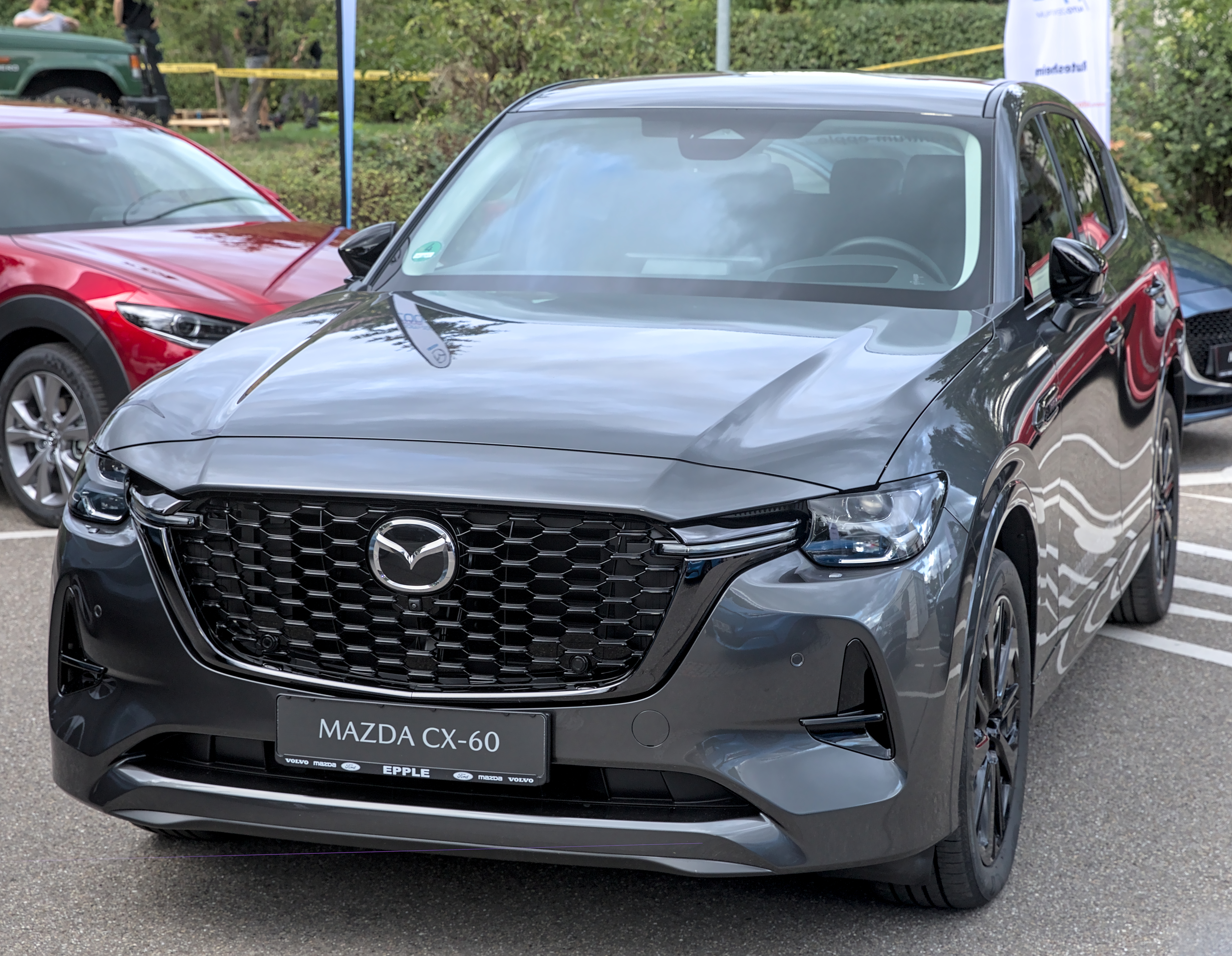
歐規版PHEV車頭
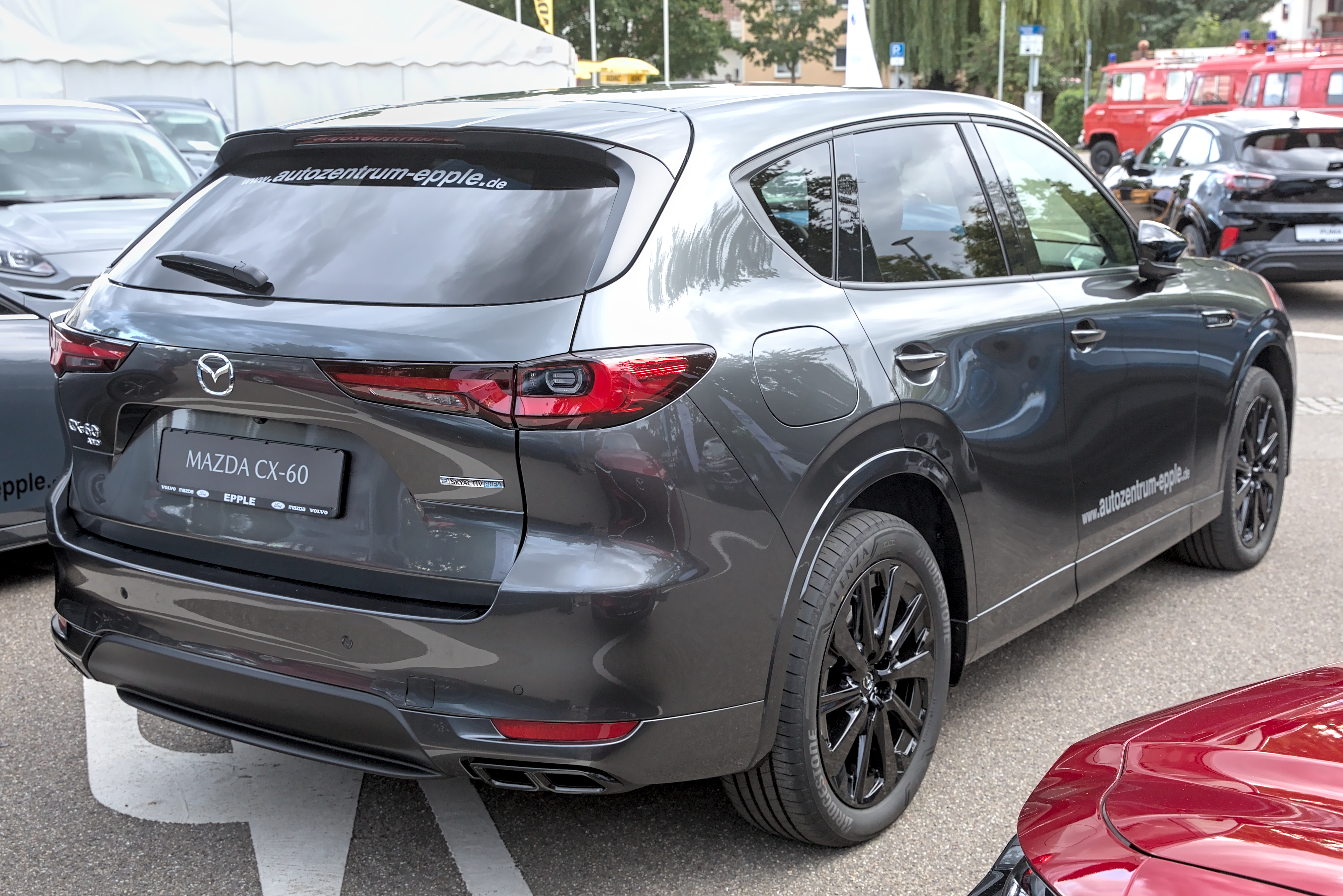
歐規版PHEV車尾
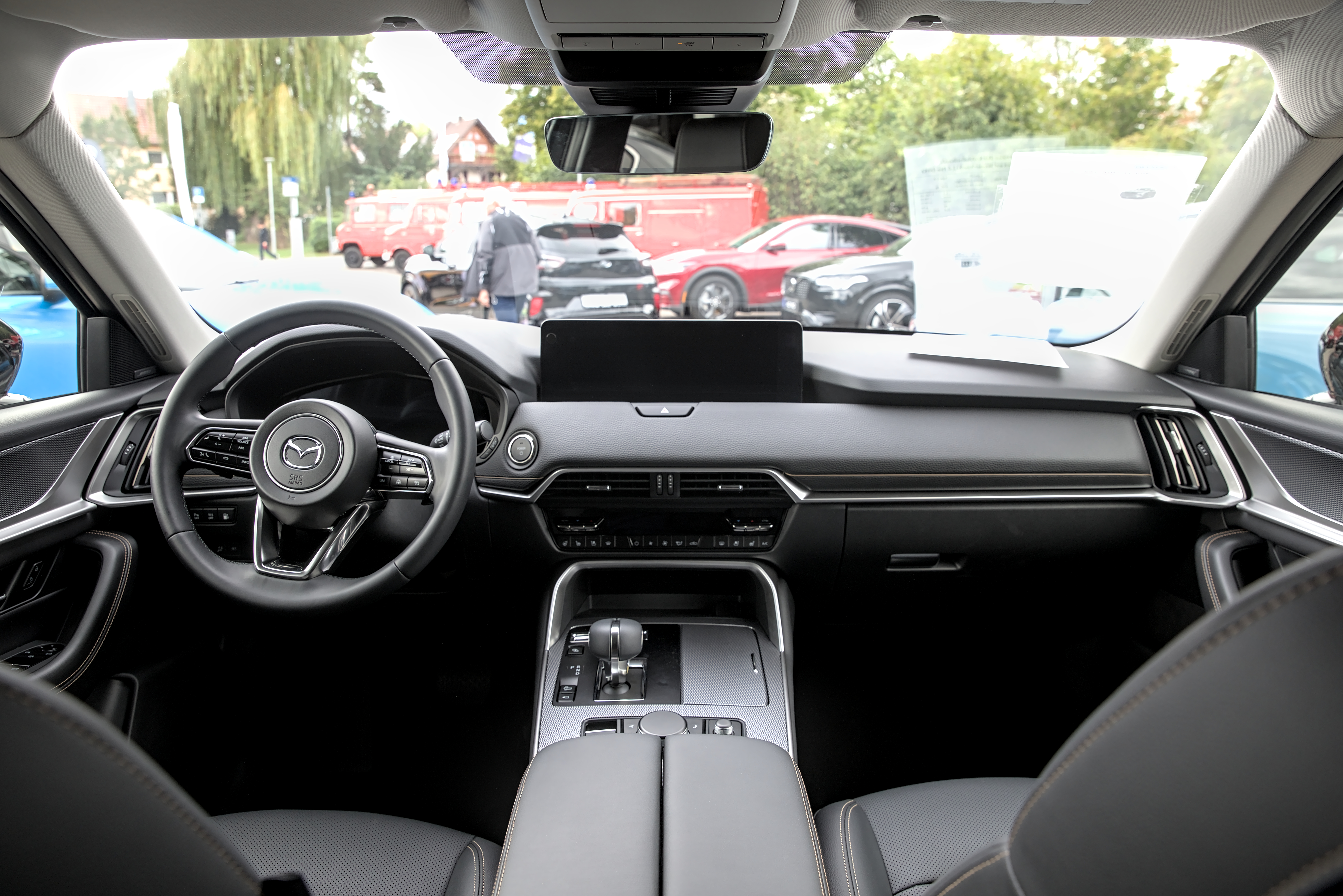
歐規版PHEV內裝

## 外部連結
- （日語）日本官方網站 （页面存档备份，存于）
- （英文）英國官方網站 （页面存档备份，存于）